# Alfred Abel
Alfred Abel (Leipzig, 12 de marzo de 1879-Berlín, 12 de diciembre de 1937) fue un actor, director y productor de cine alemán. Apareció en más de 140 películas mudas y sonoras entre 1913 y 1937. Su papel más destacado fue el de Joh Fredersen en la película de Fritz Lang de 1927, Metrópolis.
Fue uno de los cuatro grandes actores de carácter de nacionalidad alemana (junto con Emil Jannings, Conrad Veidt y Werner Krauss) que se "importaron" para el cine mudo de Hollywood durante la década de 1920.
Sus primeros trabajos antes de hacerse actor fueron muy diversos, siendo guardabosques, comerciante, cajero de banco y diseñador, antes de ser descubierto por la actriz danesa Asta Nielsen en 1913. Su parte protagónica más importante fue en Metrópolis, de Fritz Lang. También dirigió en Alemania algunos cortometrajes y tres largometrajes a principios de la década de 1930.